# جمال محمد
جمال محمد (بالإنجليزية: Jamal Mohammed)‏ (مواليد 24 نوفمبر 1984 في نيروبي) لاعب كرة قدم كيني دولي يجيد اللعب في خط الوسط . يلعب لصالح نادي كاظمة الكويتي .

## معرض صور

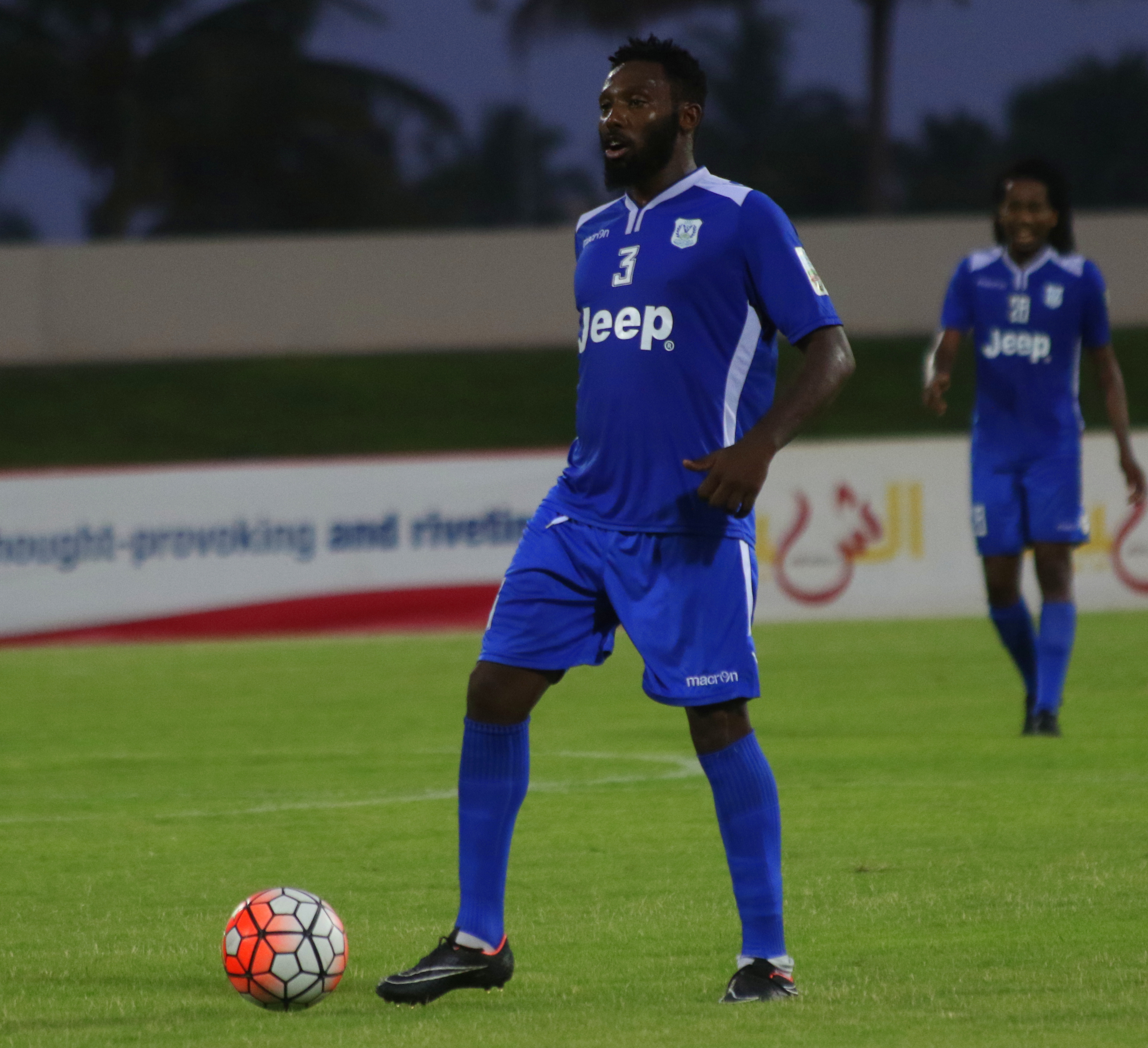
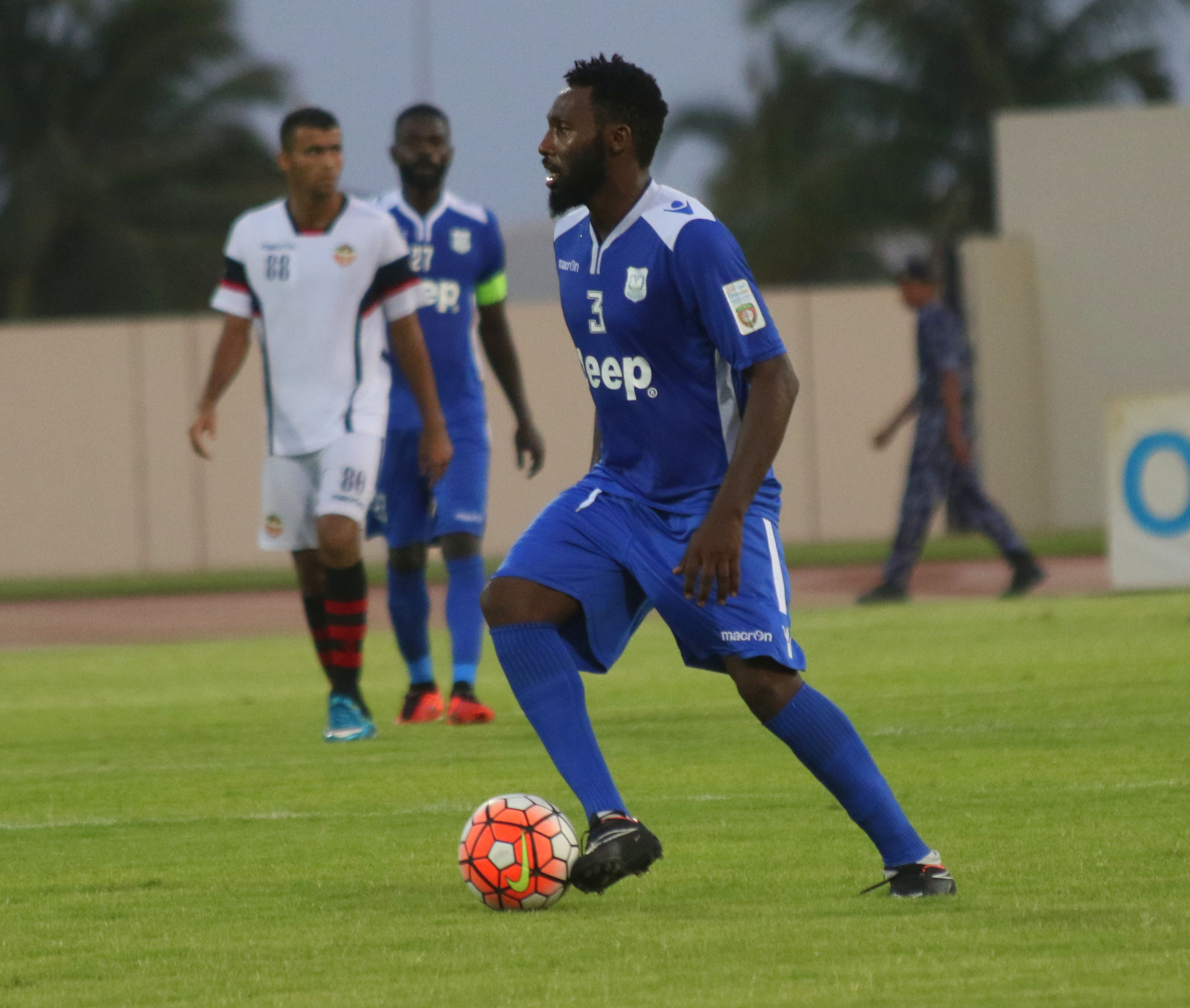
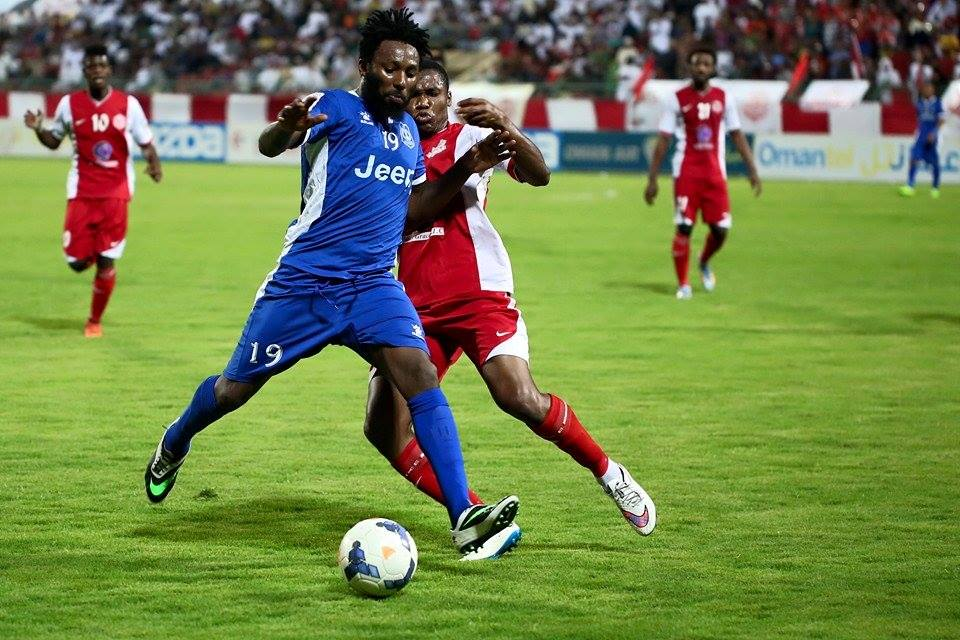

## روابط خارجية
- جمال محمد على موقع الاتحاد الدولي (مؤرشف)  (الإنجليزية)
- جمال محمد على موقع قاعدة بيانات كرة القدم.إي يو (الإنجليزية)
- جمال محمد على موقع ناشيونال فوتبول تيمز (الإنجليزية)
- جمال محمد على موقع Soccerway.com (الإنجليزية)
- جمال محمد على موقع عالم كرة القدم.نت (الإنجليزية)
- جمال محمد على موقع كووورة